# Стрибки у воду на літніх юнацьких Олімпійських іграх 2010
Змагання зі стрибків у воду на літніх юнацьких Олімпійських іграх 2010 проходили з суботи 21 по вівторок 24 серпня 2010 року в Плавальному комплексі Тао Пайо та включали триметровий трамплін і десятиметрової вишки для хлопців та дівчат. Усього було розіграно 4 комплекти нагород серед 20 країн.

## Графік змагань
| Дата змагання | День змагання | Час початку | Змагання                             |
| ------------- | ------------- | ----------- | ------------------------------------ |
| 21 серпня     | субота        | 13:30       | Дівчата (10 м вишка), кваліфікація   |
| 21 серпня     | субота        | 20:30       | Дівчата (10 м вишка), фінал          |
| 22 серпня     | неділя        | 13:30       | Хлопці (3 м трамплін), кваліфікація  |
| 22 серпня     | неділя        | 20:30       | Хлопці (3 м трамплін), фінал         |
| 23 серпня     | понеділок     | 13:30       | Дівчата (3 м трамплін), кваліфікація |
| 23 серпня     | понеділок     | 20:30       | Дівчата (3 м трамплін), фінал        |
| 24 серпня     | вівторок      | 13:30       | Хлопці (10 м вишка), кваліфікація    |
| 24 серпня     | вівторок      | 20:30       | Хлопці (10 м вишка), фінал           |

## Медальний залік

### Таблиця
| Місце  | Країна         | Золото | Срібло | Бронза | Загалом |
| ------ | -------------- | ------ | ------ | ------ | ------- |
| 1      | Китай          | 4      | 0      | 0      | 4       |
| 2      | Україна        | 0      | 2      | 1      | 3       |
| 3      | Малайзія       | 0      | 2      | 0      | 2       |
| 4      | Північна Корея | 0      | 0      | 1      | 1       |
| 4      | США            | 0      | 0      | 1      | 1       |
| 4      | Мексика        | 0      | 0      | 1      | 1       |
| Усього | Усього         | 4      | 4      | 4      | 12      |

### Медалісти
| Дисципліна            | Золото          | Срібло                      | Бронза                      |
| --------------------- | --------------- | --------------------------- | --------------------------- |
| хлопці, 3 м трамплін  | Цю Бо · Китай   | Олександр Бондарь · Україна | Майкл Гіксон · США          |
| {хлопці, 10 м вишка   | Цю Бо · Китай   | Олександр Бондарь · Україна | Іван Гарсія · Мексика       |
| дівчата, 3 м трамплін | Лю Цзяо · Китай | Панделела Пам · Малайзія    | Вікторія Потєхіна · Україна |
| дівчата, 10 м вишка   | Лю Цзяо · Китай | Панделела Пам · Малайзія    | Чи Хян Син · КНДР           |

## Кваліфікація
Перші дев'ять спортсменів у кожній із чотирьох дисциплін отримують місце в фіналі, але від кожної країни може виступати тільки один спортсмен.
| Країна          | Індивідуальні стрибки | Індивідуальні стрибки | Індивідуальні стрибки | Індивідуальні стрибки | Квоти | Атлети |
| Країна          | Хлопці 3 м            | Хлопці 10 м           | Дівчата 3 м           | Дівчата 10 м          | Квоти | Атлети |
| --------------- | --------------------- | --------------------- | --------------------- | --------------------- | ----- | ------ |
| Вірменія        | 1                     |                       |                       |                       | 1     | 1      |
| Австралія       |                       |                       | 1                     | 1                     | 2     | 1      |
| Бразилія        | 1                     |                       |                       | 1                     | 2     | 2      |
| Канада          |                       | 1                     | 1                     | 1                     | 3     | 2      |
| Китай           | 1                     | 1                     | 1                     | 1                     | 4     | 2      |
| Колумбія        | 1                     |                       |                       |                       | 1     | 1      |
| Куба            | 1                     |                       |                       |                       | 1     | 1      |
| Франція         |                       |                       | 1                     |                       | 1     | 1      |
| Німеччина       |                       | 1                     |                       | 1                     | 2     | 2      |
| Велика Британія | 1                     | 1                     |                       | 1                     | 3     | 2      |
| Італія          | 1                     | 1                     | 1                     |                       | 3     | 2      |
| Малайзія        | 1                     | 1                     | 1                     | 1                     | 4     | 2      |
| Мексика         | 1                     | 1                     | 1                     | 1                     | 4     | 2      |
| Монако          |                       |                       | 1                     |                       | 1     | 1      |
| Північна Корея  |                       | 1                     |                       | 1                     | 2     | 2      |
| Росія           | 1                     | 1                     | 1                     | 1                     | 4     | 2      |
| Сінгапур        | 1                     |                       | 1                     | 1                     | 3     | 3      |
| Україна         | 1                     | 1                     | 1                     | 1                     | 4     | 2      |
| США             | 1                     | 1                     | 1                     | 1                     | 4     | 2      |
| Венесуела       | 1                     | 1                     |                       |                       | 2     | 1      |
| Усього: 20 НОК  | 11*                   | 11*                   | 11*                   | 11*                   | 48    | 32     |